# Randolph Stewart, 13. hrabě z Galloway
Randolph Keith Reginald Stewart, 13. hrabě z Galloway, lord z Garlies, baronet z Corsewellu a Burray (14. října 1928 – 27. března 2020) byl skotský šlechtic.

## Život
Stewart se narodil v říjnu roku 1928 jako jediný syn 12. hrabětě z Galloway a jeho americké manželky Philipy Wendell. V mladém věku mu byla diagnostikována schizofrenie (tato diagnóza byla později zamítnuta jako narychlo stanovená a nepřesná) a podstoupil léčbu inzulinovým komatem. Je možné, že pokud by se narodil v pozděhší době, jeho chování by se považovalo za autistické. Vzdělával se na škole Belhaven Hill School v Dunbaru a na Harrow School v Londýně. V roce 1952, ve věku dvaceti tří let, na něm jeho rodiče nechali provést lobotomii ve snaze ovládnout jeho chování. Lobotomie ho navždy změnila; „Už nikdy jsem nebyl stejný“, řekl reportérovi. Po této operaci strávil dalších 15 let v křídle pro mentálně postižené ošetřovny Crichton Royal Infirmary v Dumfries. V roce 1970 ho jeho rodiče umístili do kláštera Proměnění Páně v Roslinu ve Středním Lothianu.
Dne 17. října 1975 si vzal Lily May Budgeovou (* 1916) z dělnické rodiny z Duns v Berwickshiru. Její otec byl čeledín, její matka tkala přikrývky. Budgeová se předtím dvakrát vdala a už měla čtyři děti, jedno z nich adoptované. Jeho rodiče se sňatkem silně nesouhlasili a jeho otec, 12. hrabě, šel tak daleko, že se pokusil Budgeovou podplatit. Zemřel v roce 1978 a zanechal Randolphovi pouze titul. Ve své závěti mu nic dalšího neodkázal.
S podporou jeho manželky se pár přestěhoval do Londýna a Randolph si nárokoval své místo ve Sněmovně lordů. Kvůli svému duševnímu stavu a následné operaci se však lord Galloway ukázal jako nešikovný politik a pár se brzy přestěhoval zpět do Edinburghu, kde se duševní stav hraběte nadále zhoršoval. V tomto okamžiku začal mít násilné sklony, dvakrát napadl veřejnost a jednou svou manželku hraběnku. Při pohledu zpět na tyto činy je popsal jako „hanebné, nechutné, nečestné a ponižující představení z mé strany.“ Hraběnka zemřela v roce 1999. Manželství zůstalo bezdětné. 
Stewart zemřel v březnu roku 2020 ve věku 91 let. Jeho smrt byla oznámena až následující měsíc. Po jeho smrti přešlo hrabství a s ním spojené tituly lorda a baroneta na Andrewa Clyda Stewarta, který je pravnukem 9. hraběte, a tedy Randolphovým bratrancem z druhého kolena.